# Radio Recuerdos
Radio Recuerdos fue una cadena de radio colombiana. Inició sus emisiones en 1985 y cerró en 2012.

## Historia
En 1982 Caracol Radio decidió crear una estación de radio enfocada en la música popular en Bogotá. De esta manera, se lanzó Radio Recuerdos con una programación compuesta por los géneros ranchera, norteña, guasca, carrilera, bolero, vals y folklore . Inicialmente, poseía cobertura en Bogotá y en el centro del país en la frecuencia 1310 AM hasta mediados de los años 80. Después, se trasladó a la frecuencia 850 AM hasta el lanzamiento de la cadena de noticias Radionet, por lo que nuevamente tuvo que trasladarse, esta vez a la frecuencia 690 AM, la cual ocupó hasta su cierre.
Bajo la dirección de Fernando Sarmiento, fallecido el 18 de septiembre de 2015, Radio Recuerdos se convirtió en una emisora popular. Parte de su éxito se dio a través de conciertos gratuitos para la audiencia de estos géneros, quienes en su mayoría no poseían los medios económicos para ver en vivo a estos artistas. La estación contaba con programas como El Correo del Oyente, donde la audiencia, además de elegir las canciones a escuchar, también entraba en contacto con otros espectadores de la emisora, como al enviar saludos a familiares.
El éxito de Radio Recuerdos inspiró a otras cadenas radiales a generar propuestas similares. RCN Radio, al observar como Radio Recuerdos conservaba el primer lugar de sintonía en el AM, decide lanzar la emisora La Cariñosa, con un esquema de programación bastante parecido a Radio Recuerdos. Entre las voces bandera de Radio Recuerdos se encontraban locutores como Gustavo Chávez, Nubia Herrera Campillo, Dilsa Fandiño, Esperanza Sandoval, Leonel Patiño y Libardo Bedoya.
Radio Recuerdos ofrecía una programación enfocada a los estratos de clase baja con el programa Los Buenos Días en compañía de un reconocido personaje del esoterismo en Colombia, llamado «profesor Salomón». En este bloque, se mezclaban la música, el tarot, los consejos y las noticias en la franja matutina. Otros espacios de la programación de la emisora incluían Los dos pegaditos, Discoteca Abierta y los servicios sociales.
La estación permaneció en el aire por 27 años. Su última emisión fue el 31 de diciembre de 2012, cuando el Grupo Prisa decidió reemplazar la estación con una señal espejo de W Radio, cadena que también emite por FM en Bogotá, en la frecuencia 99.9 MHz. Sin embargo, a partir del 1 de marzo de 2013, la programación musical de Radio Recuerdos reapareció en la frecuencia 1070 AM de Radio Santa Fe, la cual pasó a ser manejada comercialmente por Caracol Radio en alianza con los tradicionales propietarios de la frecuencia. 
La programación de Radio Santa Fe se presentó como "La Emisora de los Recuerdos" el 10 de octubre de 2013, producto de la alianza entre Caracol Radio y el Grupo Nacional de Medios, que permitió la creación de una cadena de radio inspirada en el tabloide de corte popular Q´hubo, en especial en las ciudades donde tenía presencia este diario, incorporando el nombre de Q´Hubo Radio, pero aun así se conservó el nombre original de Radio Santa Fe.
Para inicios de octubre de 2017, este nombre se usó para la estación que transmite en la frecuencia 1230 AM de Tunja. Sin embargo, esta no tiene ningún vínculo comercial con Caracol Radio sino que esta cadena le cedió la frecuencia a empresarios independientes.

## Frecuencias
| Ciudad                                                                            | Frecuencia AM | Indicativo |
| --------------------------------------------------------------------------------- | ------------- | ---------- |
| Bogotá y alrededores Soacha, Cota, Tenjo, Facatativá, Mosquera, Funza y Zipaquirá | 690           | HJCZ       |
| Duitama                                                                           | 1260          | HJNO       |
| Tunja                                                                             | 1170          | HJGA       |
| Manizales                                                                         | 1420          | HJNK       |
| Medellín                                                                          | 830           | HJDM       |
| Bucaramanga                                                                       | 1300          | HJNB       |
| Cúcuta                                                                            | 980           | HJJV       |
| Neiva                                                                             | 1210          | HJFR       |
| Valledupar                                                                        | 1380          | HJMM       |
| Cali                                                                              | 1260          | HJET       |